# هنرهای ایران

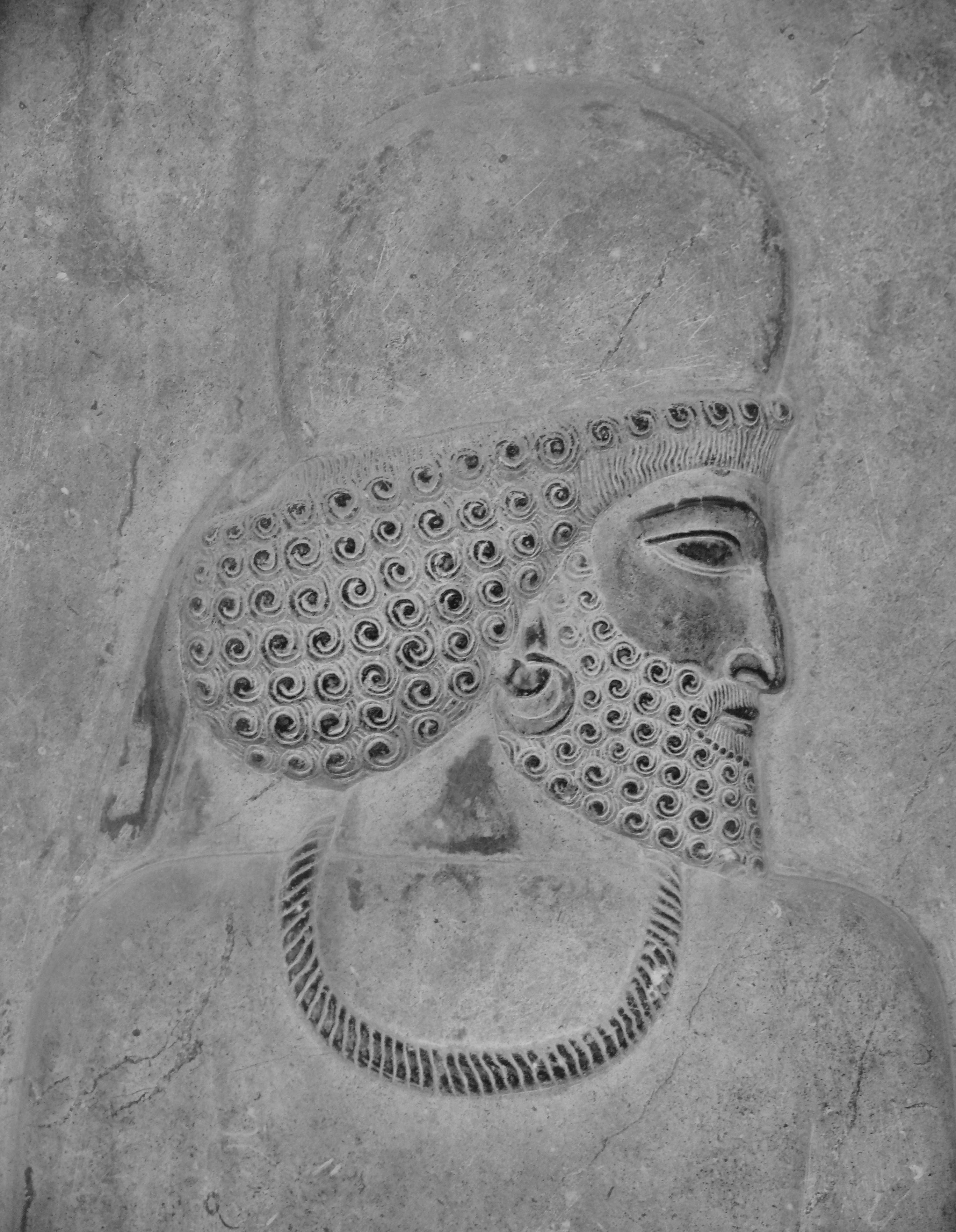
مرد ماد در پارسه.

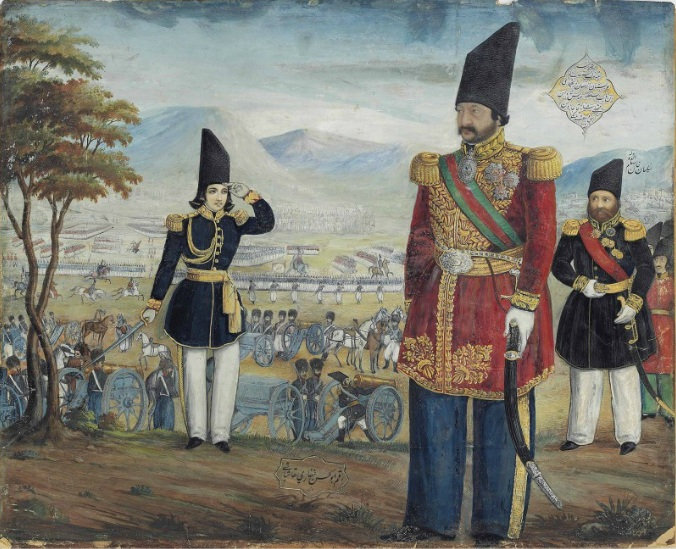
نقاشی واقع‌گرایانه ایرانی با گواش از سلسله قاجار و سربازان در سال‌های ۱۸۵۰-۱۸۵۱.

هنرهای ایران دربرگیرنده‌ی رشته‌های سنتی گوناگونی مانند معماری ، نقاشی ، ادبیات ، موسیقی ، بافندگی ، سفالگری ، خوشنویسی و فلزکاری می‌شود.
امروزه، یک صحنه هنری مدرن فعال در ایران، از جمله سینما و عکاسی، وجود دارد . برای تاریخ هنر تجسمی ایران تا آغازین سده‌ی بیستم، به هنر ایرانی یا معماری ایرانی مراجعه کنید.

## هنرهای زیبای ایرانی

### فرش ایرانی

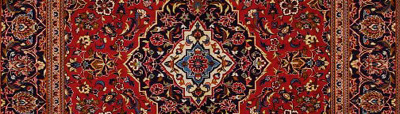
هر بخش از فرش ایرانی، از رشته‌های نخ گرفته تا رنگ‌ها، به طور سنتی و طی ماه‌ها با مواد طبیعی بافته می‌شود.

هنر قالیبافی ریشه در فرهنگ و آداب و رسوم ایران دارد. بافندگان، پیرنگ‌ها را با گستره‌ی گسترده‌ای از رنگ‌ها که معمولاً از گل‌های وحشی استخراج می‌شوند، ترکیب می‌کنند. فرش‌های ایرانی اغلب باغ‌های ایرانی را به نگار می‌کشند: پر از گیاهان، پرندگان و جانوران. 
پارچه فرش اغلب در چای شسته می‌شود تا بافت آن نرم شود. طرح‌ها و نقش‌ها بسته به نوع پارچه و محل تولید آن متفاوت است. برخی از فرش‌ها، مانند گبه و گلیم ، در بافت و ویژگی‌های بصری خود (برای‌نمونه شمار گره‌ها) تغییراتی دارند. از حدود ۲ میلیون ایرانی که در این حرفه مشغول به کار هستند، ۱.۲ میلیون نفر بافنده هستند که بیشترین میزان فرش‌های هنری دستباف را در جهان تولید می‌کنند. در سال ۲۰۰۲، صادرات فرش ایران ۵۱۷ میلیون دلار بود. 
چیرگی و ممتازی بافت این فرش‌ها و بافته‌های ابریشمی توجه افرادی مانند شوان‌زانگ ، ژان باتیست تاورنیه و ژان شاردن را به خود جلب کرد. 

### نگارگری و مینیاتور

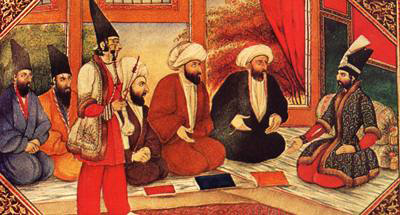
ملاها در حضور پادشاه. سبک نقاشی به طور قابل توجهی قاجاری است.

باسیل گری، تاریخدان خاور‌شناس  براین است که ایران (پارس) «هنر بی‌همتایی دارد که در گونه‌ی خود بی‌همتا است».
غارهای استان لرستان ایران، نگاره‌های کشیده‌شده‌ای از جانوران و  پهنه‌های شکار را به نمایش می‌گذارند. باور بر این است که برخی از آنها، مانند غارهای استان فارس و سیلک ، دست‌کم ۵۰۰۰ سال دیرینگی دارند.
گمان می‌شود که نگارگری در ایران به فراز تاریخی خود، در دوران تیمور لنگ ، به اجماع جهانی رسیده باشد، زمانی که استادانی مانند کمال‌الدین بهزاد شیوه‌ی نوینی از نگارگری را در مینیاتور ایرانی نوآوری کردند.

نگاره‌های دوره قاجار آمیزه‌ای از تأثیرات اروپایی و مکاتب نگارگری مینیاتور صفوی مانند مکاتب معرفی شده بدست رضا عباسی است. استادانی مانند کمال‌الملک نفوذ اروپایی را در ایران بیشتر تقویت کردند. در دوران قاجار بود که "نگارگری قهوه‌خانه‌ای" پیدایش کرد. موضوعات این سبک اغلب ماهیت مذهبی داشتند و پهنه‌هایی از حماسه‌های شیعه و موارد اینچنین را به نگارش می‌کشیدند.

### سفال و سرامیک

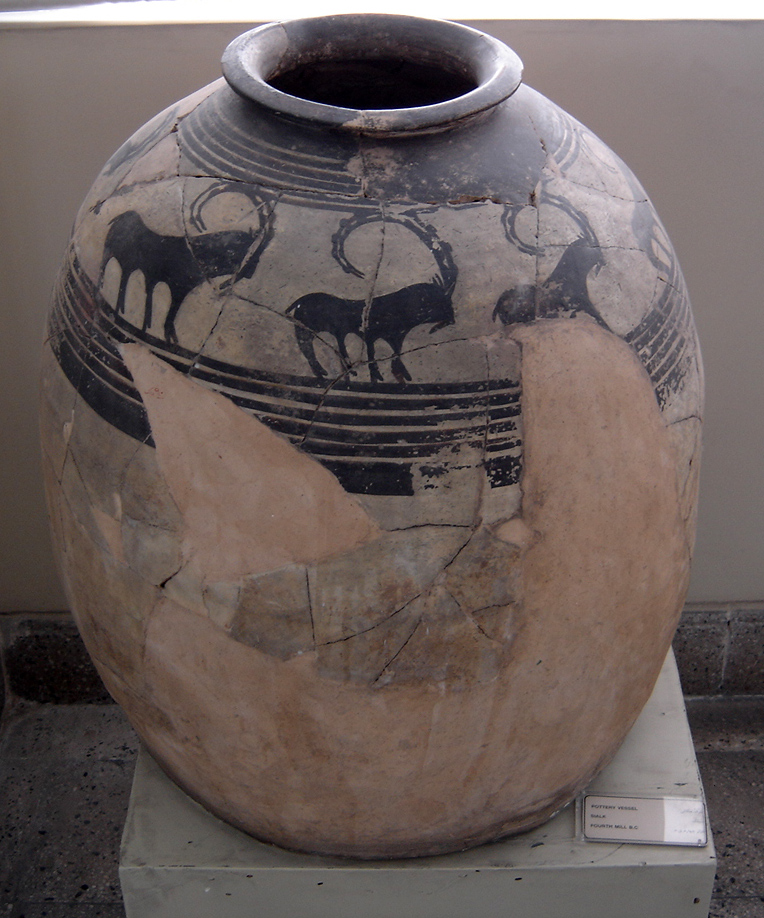
ظرف سفالی، هزاره چهارم پیش از میلاد. مجموعه سیَلْک موزه ملی ایران تهران

رومن گیرشمن، باستان‌شناس برجسته، بر این باور است که «ذوق و استعداد این قوم [ایرانیان] را می‌توان از طریق نقوش سفالینه‌هایشان مشاهده کرد.»
از میان هزاران میدانگاه باستانی و ویرانه‌های تاریخی ایران، تقریباً می‌توان تک تک آنها را یافت که در برهه‌ای از زمان پر از سفال بوده‌اند. هزاران ظرف منحصر به فرد در  میدانگاه‌های سیلک و جیرفت یافت شده است. 
پیشه‌ی «کوزه‌گر» جایگاه ویژه‌ای در ادبیات فارسی دارد.

### خنیا
در تاریخ نوشته‌شده‌ی ایران، موسیقی گسترش‌یافته با همراهی سازهای موسیقی پرشماری مشخص می‌شود که تعدادی از آن‌ها به نخستین نمونه‌های نخستین برخی از سازهای موسیقی نوین امروزی تبدیل شده‌اند.
کهن‌ترین اشارات به نوازندگان در ایران در شوش و ایلام در هزاره سوم پیش از میلاد یافت شده است. نقش برجسته‌ها، مجسمه‌ها و موزاییک‌هایی مانند آنچه در بیشاپور از دوران باستان وجود دارد، فرهنگ موسیقی را به تصویر می‌کشند.
موسیقی ایرانی به شکل امروزی خود، در دوران ناصری آغاز شد، که دستور گشایش «خانه صنایع دستی» را داد، جایی که استادان صنعتگر برای طراحی ساز و تمرین هنر خود گرد هم می‌آمدند.

### ادبیات

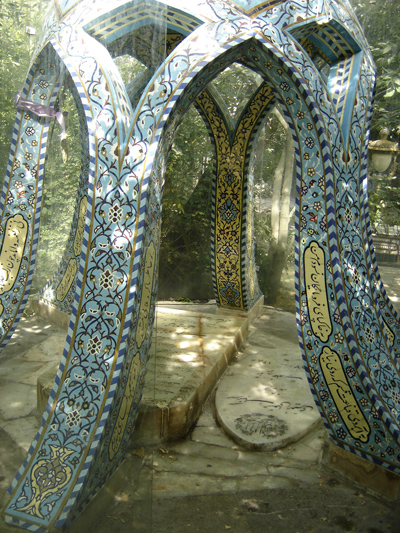
ایران پر از آرامگاه‌های شاعران و موسیقی‌دانان است، مانند این آرامگاه متعلق به رهی معیری.

اگرچه بسیاری از آنها به نثر نیز نوشته شده‌اند، اما شعر ایرانی به ویژه در تاریخ فارسی برجسته تلقی می‌شود. ادبیات سرزمین‌های مستقیم و اخیراً از دست رفته ایران در قفقاز (به ویژه آذربایجان ) و همچنین ترکیه و به طور غیرمستقیم امپراتوری مغول تحت تأثیر آن گسترش یافت.
برخی از شاعران نامدار ایرانی عبارتند از: فردوسی ، خیام ، حافظ ، عطار ، سعدی ، نظامی ، سنایی ، رودکی ، مولوی ، جامی ، نیما یوشیج و شهریار .

### طراحی محیطی

#### معماری
معماری ایران با سنت و میراث باستانی ایرانی عجین شده است. آرتور پوپ گفتار داشت: «تأثیر مینادار معماری ایرانی همه‌کاره است. نه طاقت‌فرسا، بلکه باوقار، باشکوه و چشمگیر». 

#### باغ‌های ایرانی
سنت و سبک طراحی باغ‌های ایرانی (باغ ایرانی) بر طراحی باغ‌ها از اندلس تا هند و فراتر از آن تأثیر گذاشته است. باغ‌های الحمرا تأثیر فلسفه و سبک باغ بهشتی ایرانی را در اندازه‌ی کاخ موری از دوران اندلس در اسپانیا نشان می‌دهند. تاج محل یکی از بزرگترین نمونه‌های باغ ایرانی در جهان، از دوران امپراتوری مغول در هند است.
- مثال‌ها: به رده: باغ‌های ایرانی مراجعه کنید

### خوشنویسی

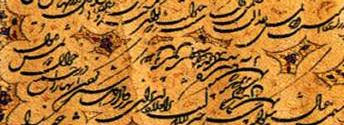
خوشنویسی فارسی چند سبک دارد. در اینجا نسخه خطی « شکسته » به تاریخ ۱۸۹۴ اثر سید علی اکبر گلستانه (سید علی اکبر گلستانه) مشاهده می شود. از پیروان سبک درویش، معاصران او میرزا حسن اصفهانی (میرزا حسن اصفهانی)، میرزا کوچک اصفهانی (میرزا کوچک اصفهانی) و محمدعلی شیرازی (محمد علی شیرازی) بودند. پس از مرگ او، سبک شکسته دچار رکود شد تا اینکه بعدها در دهه ۱۹۷۰ دوباره احیا شد.

ویل دورانت ، نویسنده، می‌گوید: «ایرانیان باستان با الفبایی دربرگیرنده‌ی ۳۶  واچ، به جای لوح‌های سفالی، از پوست و قلم برای نوشتن استفاده می‌کردند. این نشان دهنده خلاقیتی بود که در هنر نگارش به کار می‌رفت.» اهمیت هنر خوشنویسی در آثار سفالی، ظروف فلزی و بناهای تاریخی به حدی است که بدون خوشنویسی تزئینی و زیبا، این آثار فاقد ارزش تلقی می‌شوند.
تذهیب‌ها ، به ویژه در قرآن و آثاری مانند شاهنامه ، دیوان حافظ ، گلستان ، بوستان و دیگره، تنها برای خوشنویسی‌شان ارزشمند شناخته می‌شوند. شمار زیادی از این آثار در موزه‌ها و مجموعه‌های خصوصی در سراسر جهان، مانند موزه ارمیتاژ سن پترزبورگ و گالری هنر فریر واشنگتن و بسیاری دیگر، پراکنده و نگهداری می‌شوند. سبک‌ها:
- شکسته
- نستعلیق
- نسخ
- محقق

### کاشی کاری
دو تکنیک معروف کاشی‌کاری در ایران ، معرق و هفت‌رنگ هستند. کاشی‌کاری از ویژگی‌های منحصر به فرد مساجد آبی است. در گذشته، کاشان (به مینای راستین واژه "سرزمین کاشی‌ها") و تبریز دو مرکز سرشناس صنعت موزاییک و کاشی ایران بودند.

### آینه کاری
آینه‌کاری یک گونه دکوراسیون درونی ایرانی است که در آن هنرمندان آینه‌های برش‌خورده مویین را به گونه‌ی هندسی، خوشنویسی یا شاخ و برگ کنار هم می‌چینند.

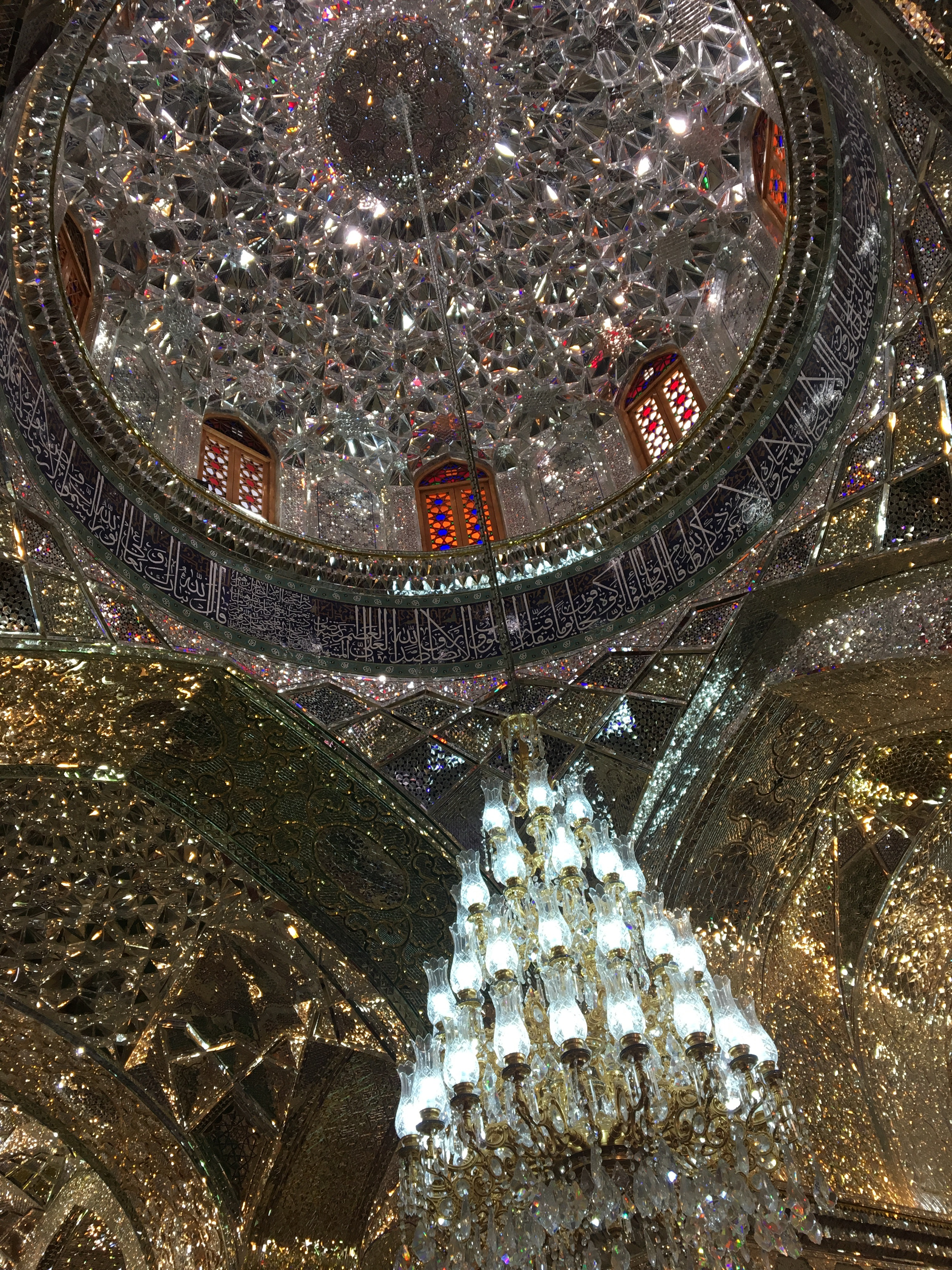
آینه کاری زیر بام آرامگاه شاهچراغ ، شیراز

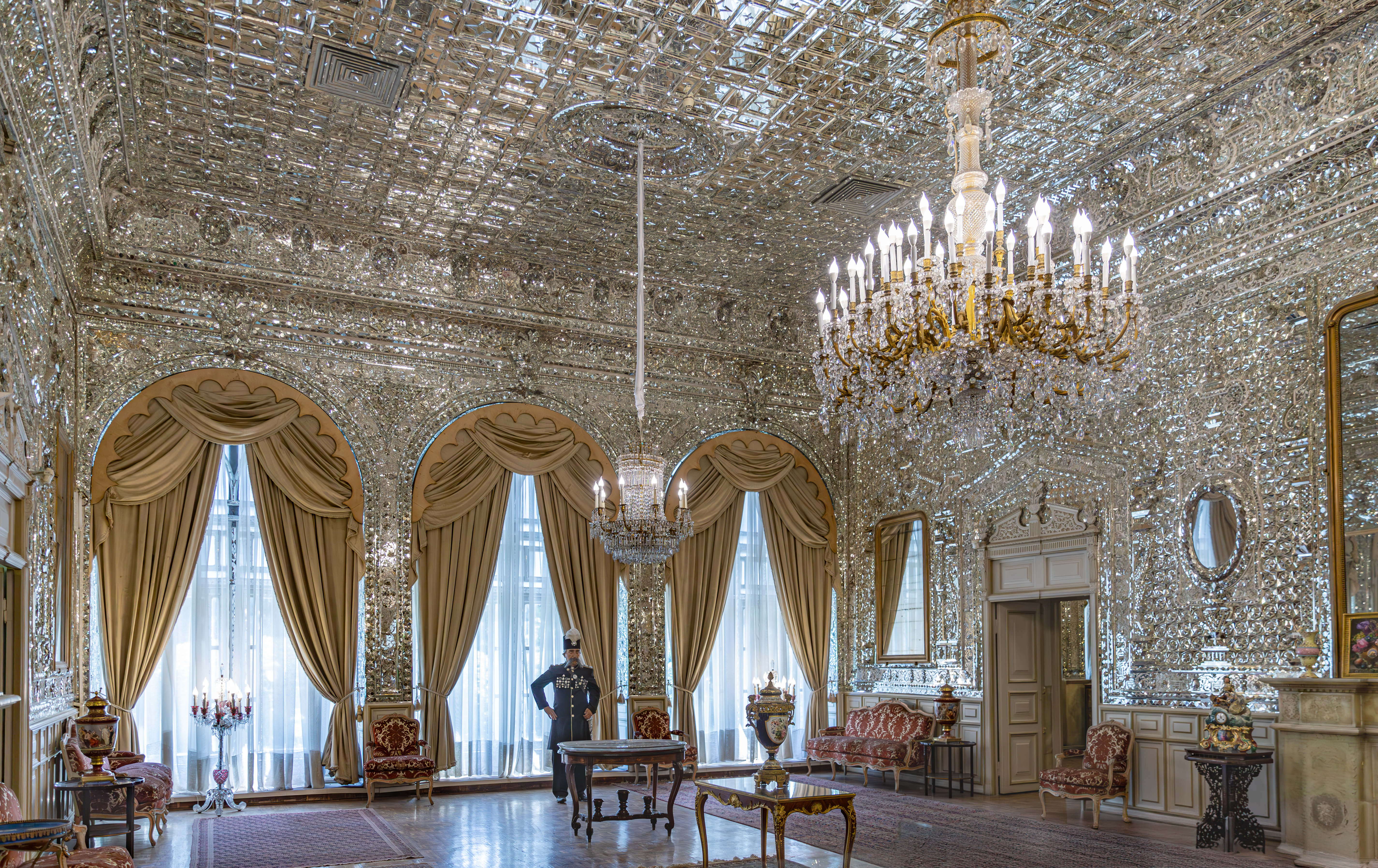
آینه کاری در تالار برلیان کاخ گلستان ، تهران

### سینما
با ۳۰۰ جایزه بین‌المللی در ۲۵ سال گذشته، فیلم‌های ایرانی همچنان در سراسر جهان مورد ستایش جای می‌گیرند. از کارگردانان برجسته می‌توان به عباس کیارستمی ، محسن مخملباف و مجید مجیدی اشاره کرد.

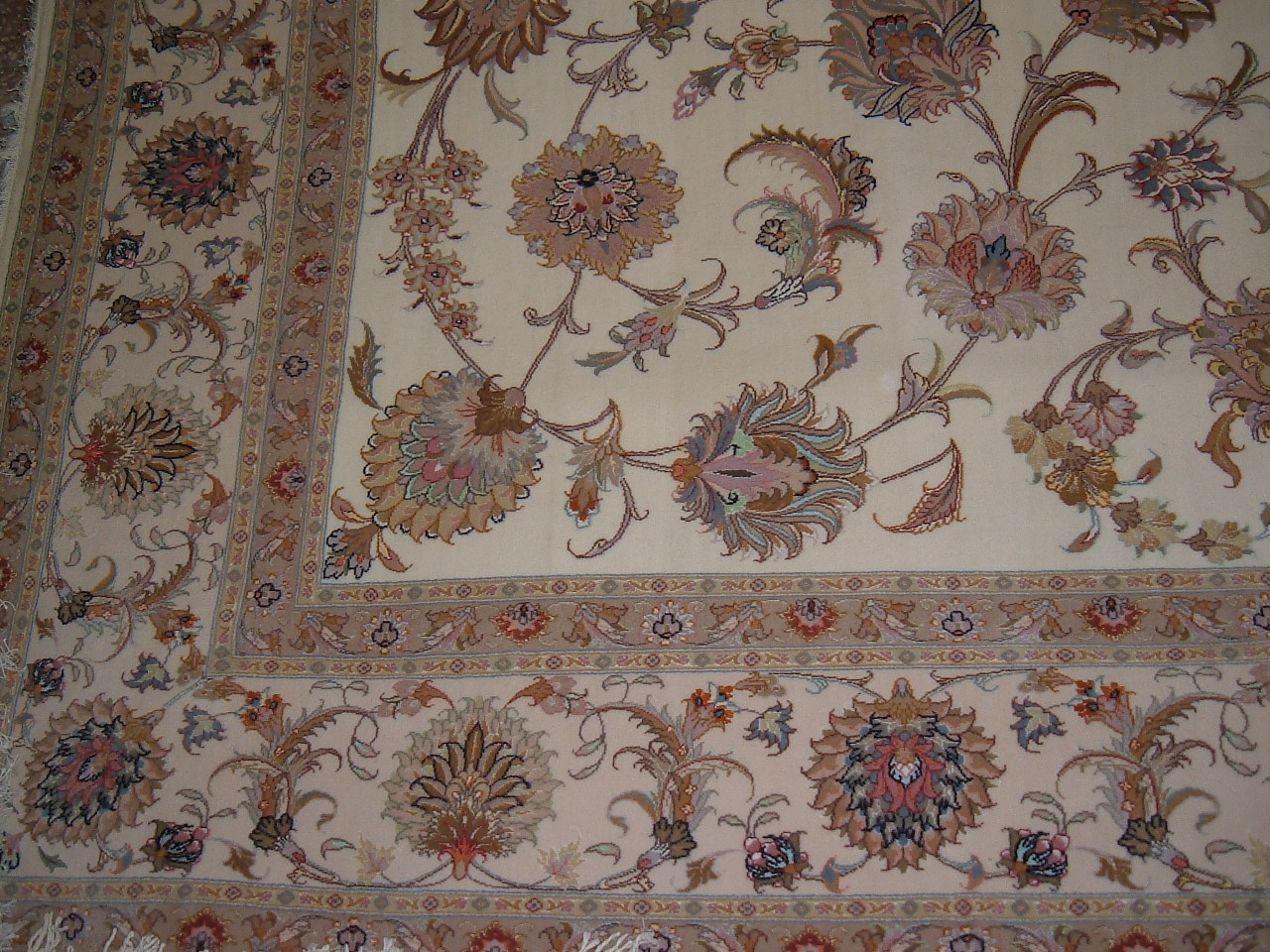
نمونه‌ای از فرش‌های تبریز

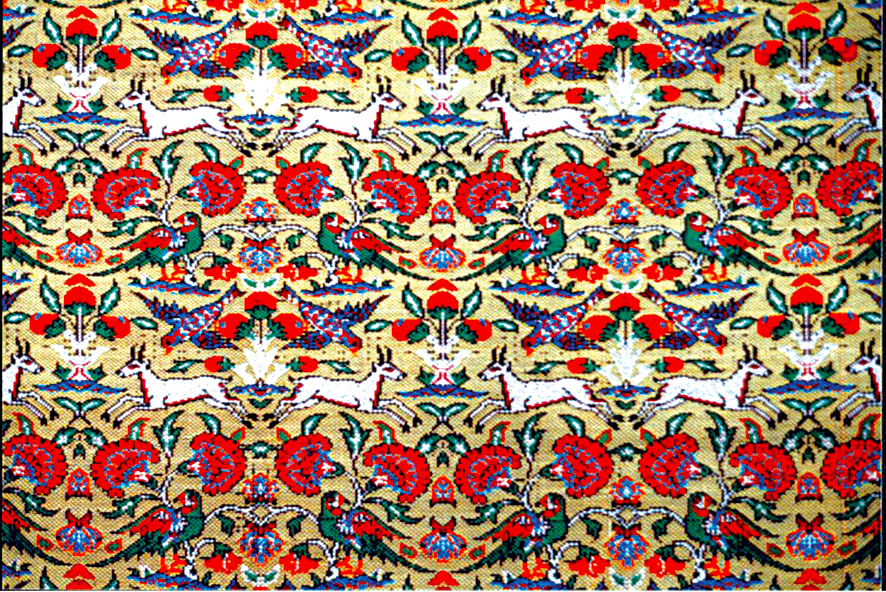
زربافت ابریشمی ایرانی. نساجی ایرانی (نخ‌های طلایی زری - زربافت). زربافت ابریشمی با نخ طلایی (گلابتون)

### فلزکاری (قلم زنی)

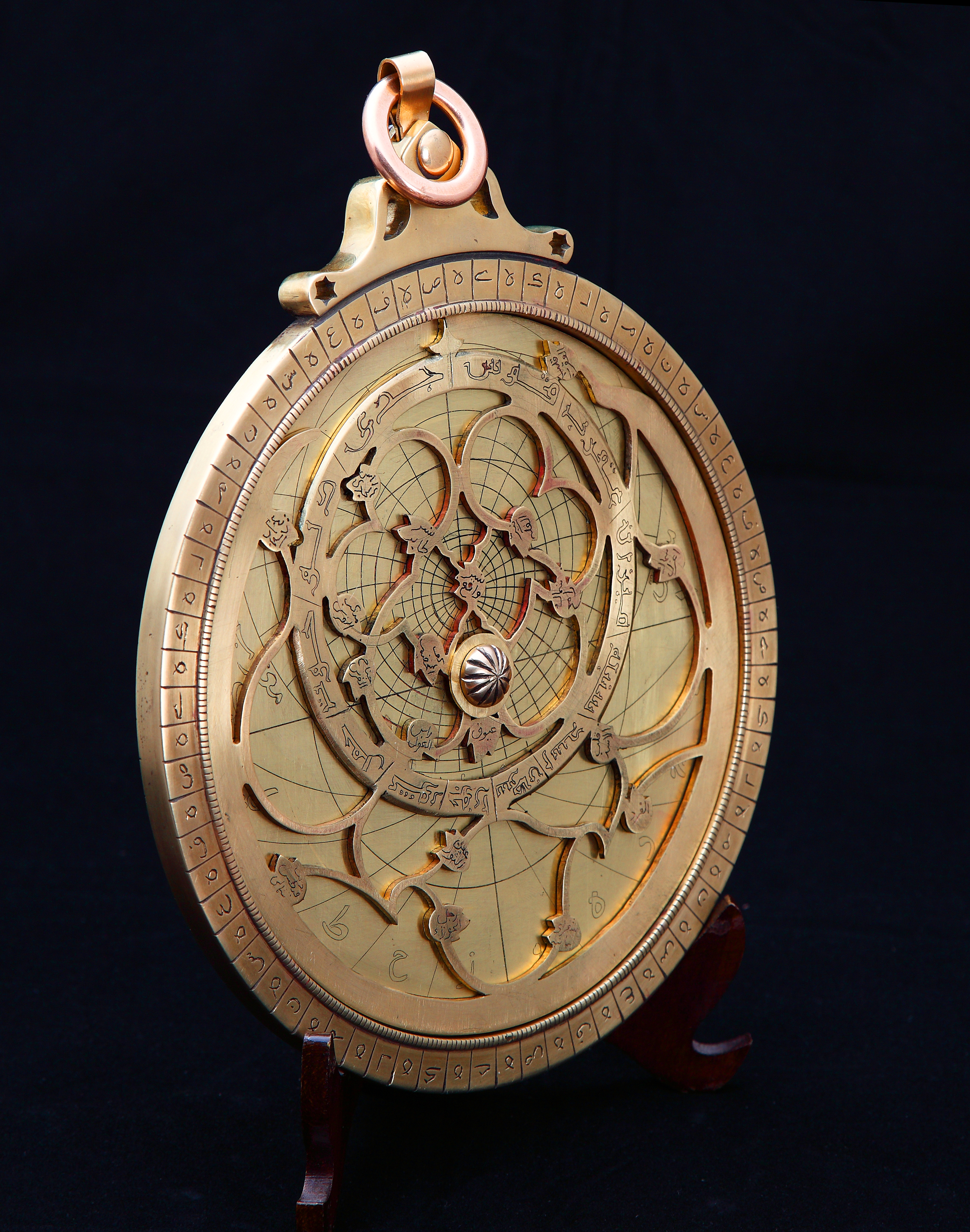
اسطرلاب جدید ایرانی

برنزهای لرستان ، که پیشینه‌ی آنها حدود ۱۰۰۰ تا ۶۵۰ سال پیش از میلاد تخمین زده می‌شود، گروه متمایزی از اشیاء کوچک هستند که با پیکره‌هایی از جانوران و انسان‌ها در حالت‌های خلاقانه و پرانرژی تزئین شده‌اند.

#### خاتم کاری

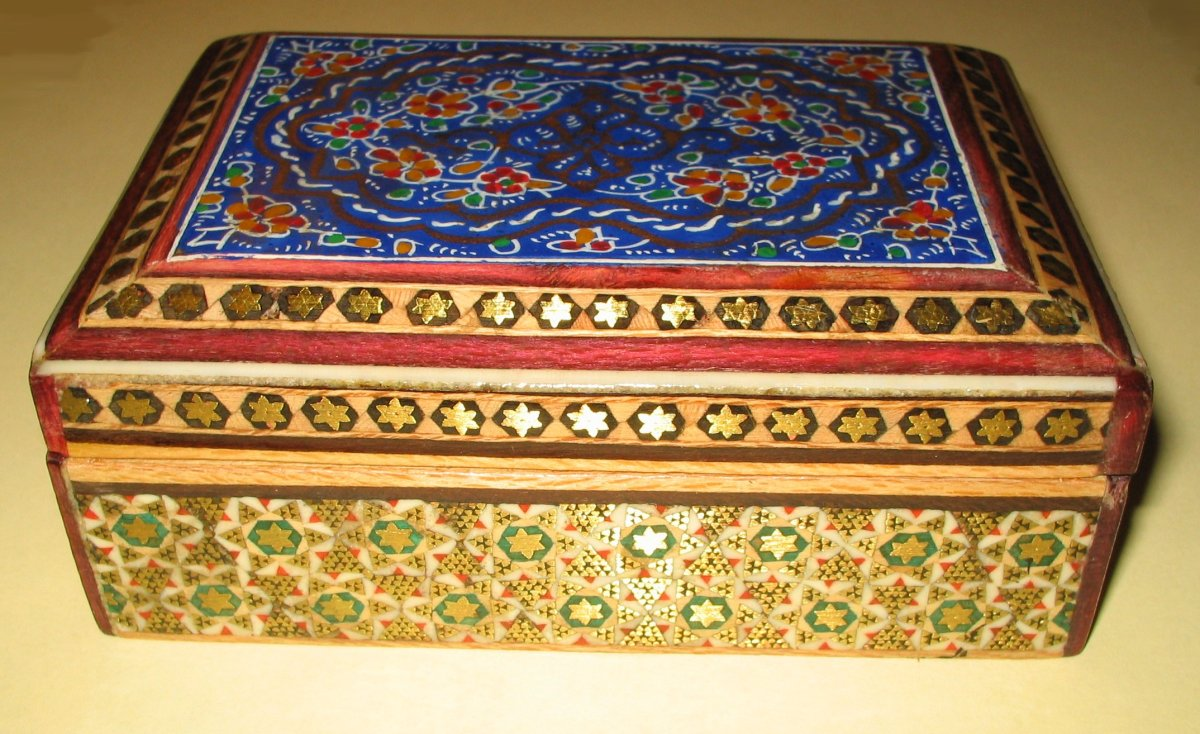
نمونه‌ای از «خاتم‌کاری»

تَشنیک معرق‌کاری از دوره صفویه پدیدار شد: در این زمان، خاتم‌کاری در دربار چنان محبوب بود که شاهزادگان این تکنیک را در همان سطح موسیقی یا نقاشی می‌آموزیدند. در قرن‌های ۱۸ و ۱۹، خاتم‌کاری رو به زوال گذاشت، تا اینکه در زمان سلطنت رضاشاه با ایجاد مدارس صنایع دستی در تهران، اصفهان و شیراز رونق گرفت. «خاتم» به معنای «روکش کردن» و «خاتم‌کاری» ( فارسی: خاتم‌کاری‎   ) است. ) ، «کار روکش‌کاری». این هنر شامل تولید الگوهای روکش‌کاری (عموماً به شکل ستاره) با چوب‌های نازک چوبی ( آبنوس ، ساج ، کنار ، پرتقال ، گل رز )، برنج (برای قسمت‌های طلایی)، استخوان شتر (قسمت‌های سفید) است. عاج ، طلا یا نقره نیز می‌توانند برای اشیاء کلکسیونی استفاده شوند. چوب‌ها به گونه تیرهای مثلثی مونتاژ می‌شوند، خودشان به ترتیب دقیقی مونتاژ و چسبانده می‌شوند تا استوانه‌ای به قطر ۷۰ سانتی‌متر ایجاد شود که سطح مقطع آن نقش اصلی است: یک ستاره شش شاخه که در یک شش ضلعی قرار دارد. این استوانه‌ها به استوانه‌های کوتاه‌تر برش داده می‌شوند و سپس قبل از اینکه برای آخرین بار در ترانشه‌هایی به عرض ۱ میلی‌متر برش داده شوند، بین دو صفحه چوبی فشرده و خشک می‌شوند. این بخش‌ها قبل از لاک‌کاری ، آماده آبکاری و چسباندن روی شیء مورد نظر برای تزئین هستند. ترانشه را می‌توان از طریق حرارت دادن نیز نرم کرد تا دور اشیاء پیچیده شود. بسیاری از اشیاء را می‌توان به این روش تزئین کرد، مانند: جعبه‌های جواهرات/تزئینی، تخته‌های شطرنج ، قاب‌ها، لوله‌ها ، میزها، قاب‌ها یا برخی از آلات موسیقی. خاتم را می‌توان در مینیاتور ایرانی استفاده کرد.
این هنر و صنعت که از تکنیک‌های وارداتی از چین سرچشمه گرفته و با دانش فنی ایرانی بهبود یافته است، بیش از ۷۰۰ سال پیشینه دارد و هنوز هم در شیراز و اصفهان رواج دارد.

#### مینا کاری

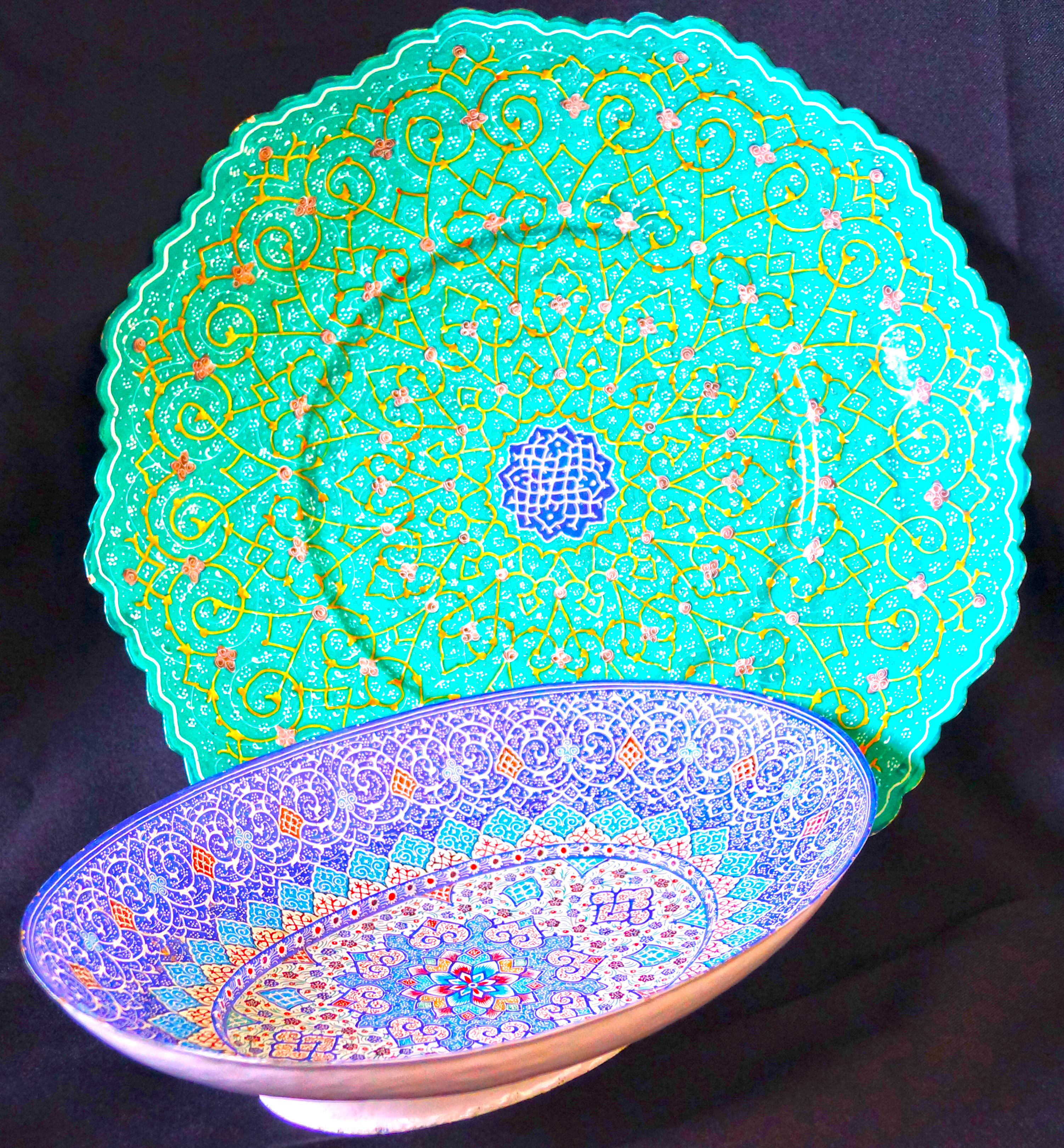
نمونه‌ای از میناکاری ایرانی.

میناکاری و تزئین فلزات با پوشش‌های رنگی و پخته شده یکی از هنرهای سنتی اصفهان است. مینا به نوعی پوشش رنگی شیشه‌ای گفته می‌شود که با حرارت روی فلزات مختلف به ویژه مس تثبیت می‌شود. اگرچه این رشته کاربرد صنعتی فراوانی برای تولید ظروف فلزی و بهداشتی دارد، اما از دیرباز مورد توجه نگارگران، زرگران و حکاکان فلز بوده است.
در سطح میان‌کشوری، این نوع به سه نوع زیر طبقه‌بندی می‌شود:
1. مینای نقاشی
2. چارخانه یا مینای شطرنجی
3. مینای دندان حفره دار.

از دیگر موارد موجود در اصفهان، مینای نقاشی است که شمار کمی از آن در موزه‌های ایران و بیرون از کشور ماندگار مانده است که نشان می‌دهد هنرمندان ایرانی از زمان هخامنشیان و ساسانیان به این هنر علاقه داشته و از آن در آثار فلزی خود استفاده می‌کرده‌اند. با توجه به ظرافت میناها، تعداد زیادی از آنها از دوران باستان باقی نمانده است. برخی اسناد نشان می‌دهد که در سراسر تمدن اسلامی و در دوران سلجوقیان ، صفویان و زندیان ، ظروف و مواد میناکاری شده برجسته‌ای وجود داشته است. بیشتر ظروف میناکاری شده مربوط به گذشته متعلق به سلسله قاجار بین سال‌های ۱۸۱۰ تا ۱۸۹۰ میلادی است. همچنین تعدادی گوشواره، النگو، جعبه، سر قلیان، گلدان و ظروف طلایی با نقاشی‌هایی به رنگ‌های آبی و سبز از آن زمان باقی مانده است. پس از آن، پنجاه سال رکود ناشی از جنگ جهانی اول و انقلاب اجتماعی به دنبال آن رخ داد. با این حال، باز هم رنگ سرخ مینایی، پس از آماده شدن، این هنر از نظر کمیت و کیفیت با تلاش‌های استاد شکرالله صنیع‌زاده، نقاش برجسته اصفهان در سال ۱۳۱۴ و تا آن زمان به مدت چهل سال، پرورش یافت.
اکنون پس از چند سال رکود از سال ۱۳۷۱، این هنر با حضور هنرمندان برجسته زیادی در این زمینه، رونق خود را آغاز کرده است. برای تهیه یک ظرف میناکاری شده، گام‌های زیر طی می‌شود. نخست ظرف مناسب با اندازه و شکل مورد نیاز که معمولاً بدست مسگر ساخته می‌شود، گزینش می‌شود. سپس با لعاب‌کاری که به عنوان لایه نخست شناخته می‌شود، سفیدکاری می‌شود. سپس در کوره هفتصد و پنجاه درجه قرار می‌گیرد. در این مرحله، فلز میناکاری شده چند بار دیگر با لعاب‌های مرغوب‌تر پوشش داده شده و دوباره حرارت داده می‌شود. سپس ظرف آماده نقاشی می‌شود. هنرمندان اصفهانی با الهام از طرح‌های سنتی خود مانند اسلیمی و ختایی (گل و مرغ) و با استفاده از رنگ‌های نسوز و قلم‌موهای مخصوص، نقاشی بناهای تاریخی اصفهان مانند پله را انجام داده‌اند. مواد میناکاری شده دوباره در کوره قرار داده شده و در دمای پانصد درجه حرارت داده می‌شوند. این کار باعث می‌شود نقاشی میناکاری شده روی لایه زیرین تثبیت شود و جلوه‌ای درخشان و خاص ایجاد کند. بیشتر کارهای میناکاری امروزی روی ظروف، گلدان‌ها، جعبه‌ها و قاب‌ها در اندازه‌های مختلف انجام می‌شود.

### نقش برجسته و مجسمه سازی

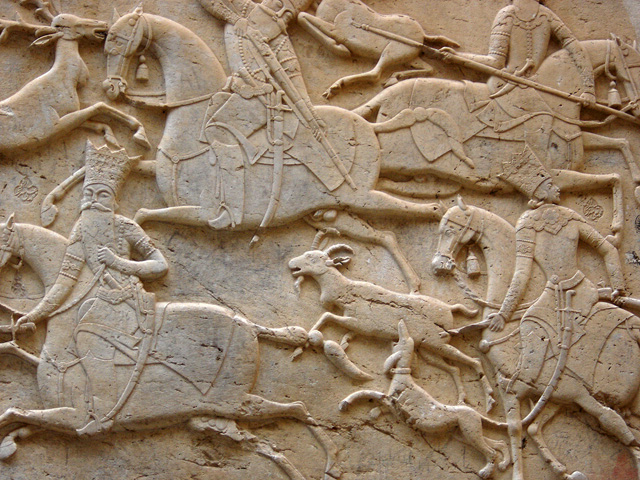
نقش برجسته‌های قاجاری تنگه ساواشی به دستور فتحعلی شاه ساخته شده‌اند.

حکاکی نقش برجسته ، به ویژه در نقش برجسته‌های سنگی ، پیشینه‌ای هزاران ساله دارد. نقش برجسته‌های ایلامی هنوز در ایران یافت می‌شوند و تخت جمشید، مرکز آفرینش‌های نقش برجسته دوران باستان است.

### سایر صنایع دستی
- گالش
- گیوه
- ترمه ایرانی
- جواهرات ایرانی
- کالامکاری

## همچنین ببینید
- هنر آذربایجانی
- فرهنگ ایران
- سازمان میراث فرهنگی، صنایع دستی و گردشگری
- گرافیتی در تهران
- رتبه‌بندی‌های بین‌المللی ایران
- خانه هنر ایران
- هنر مدرن و معاصر ایران
- فهرست نقاشان ایرانی
- تئاتر ایرانی
- هنر قاجار
- هنر صفوی

## گالری

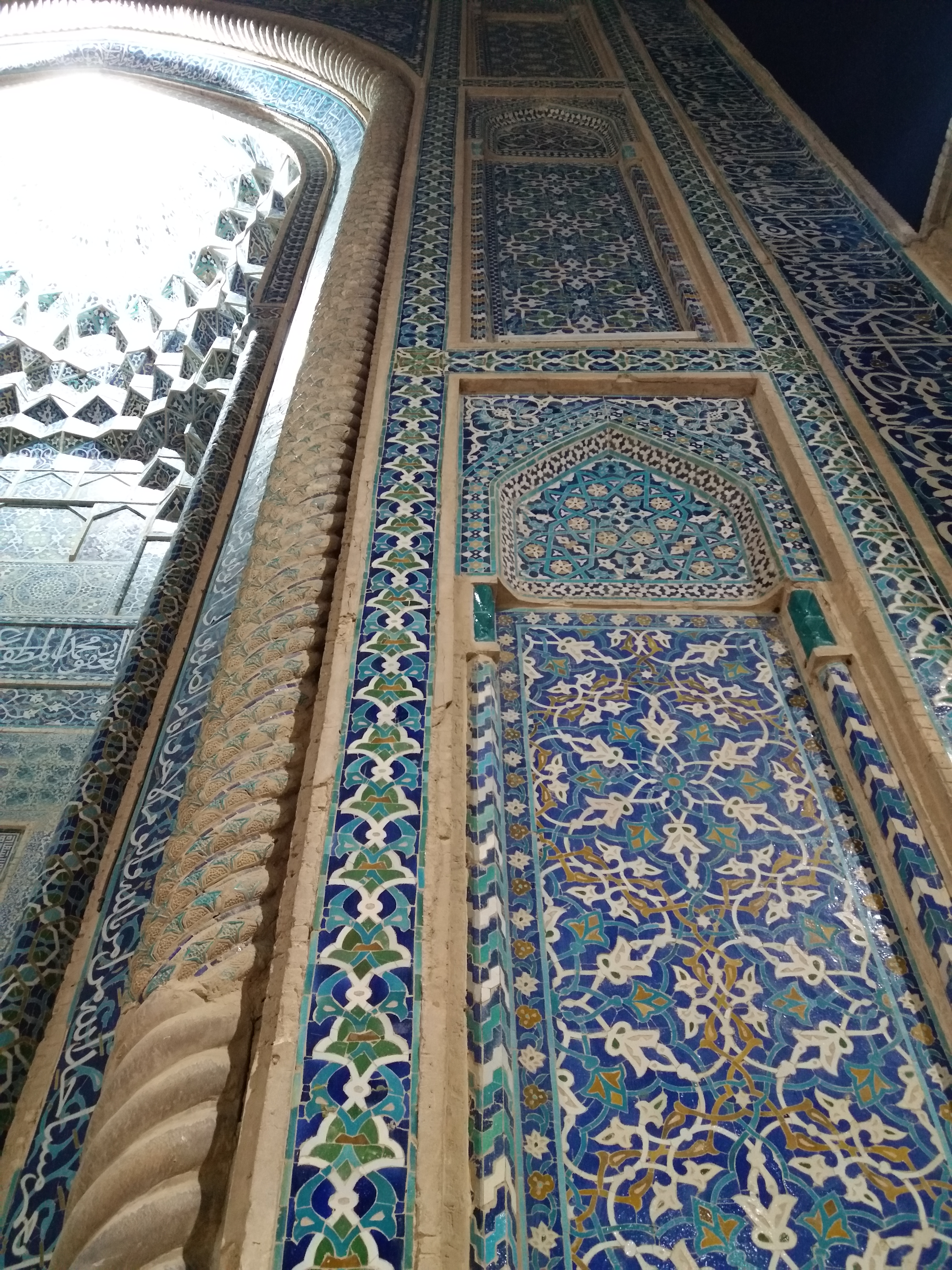
معماری ایرانی ، مسجد جامع کرمان
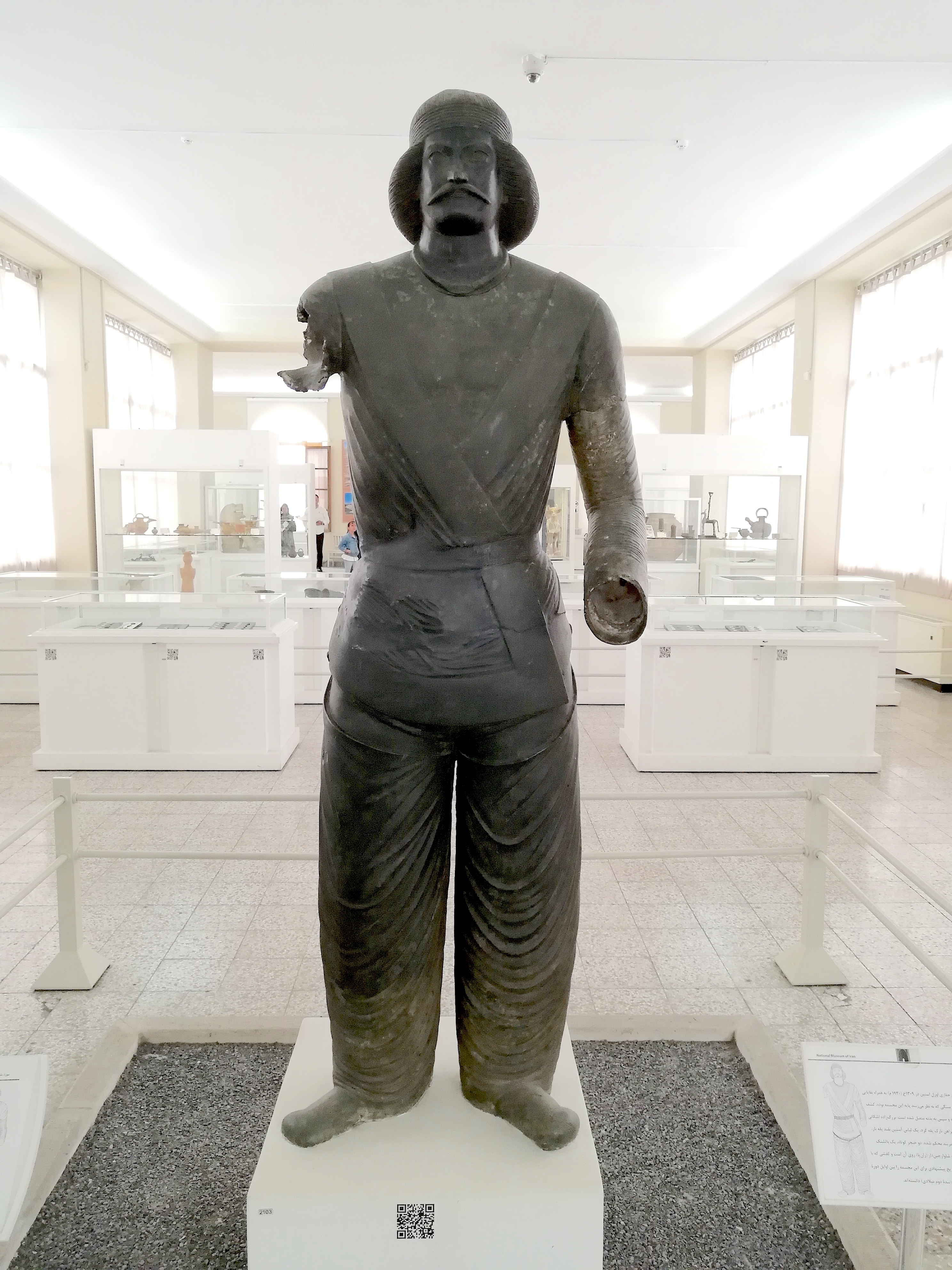
تندیس مرد اشکانی ، موزه ملی ایران
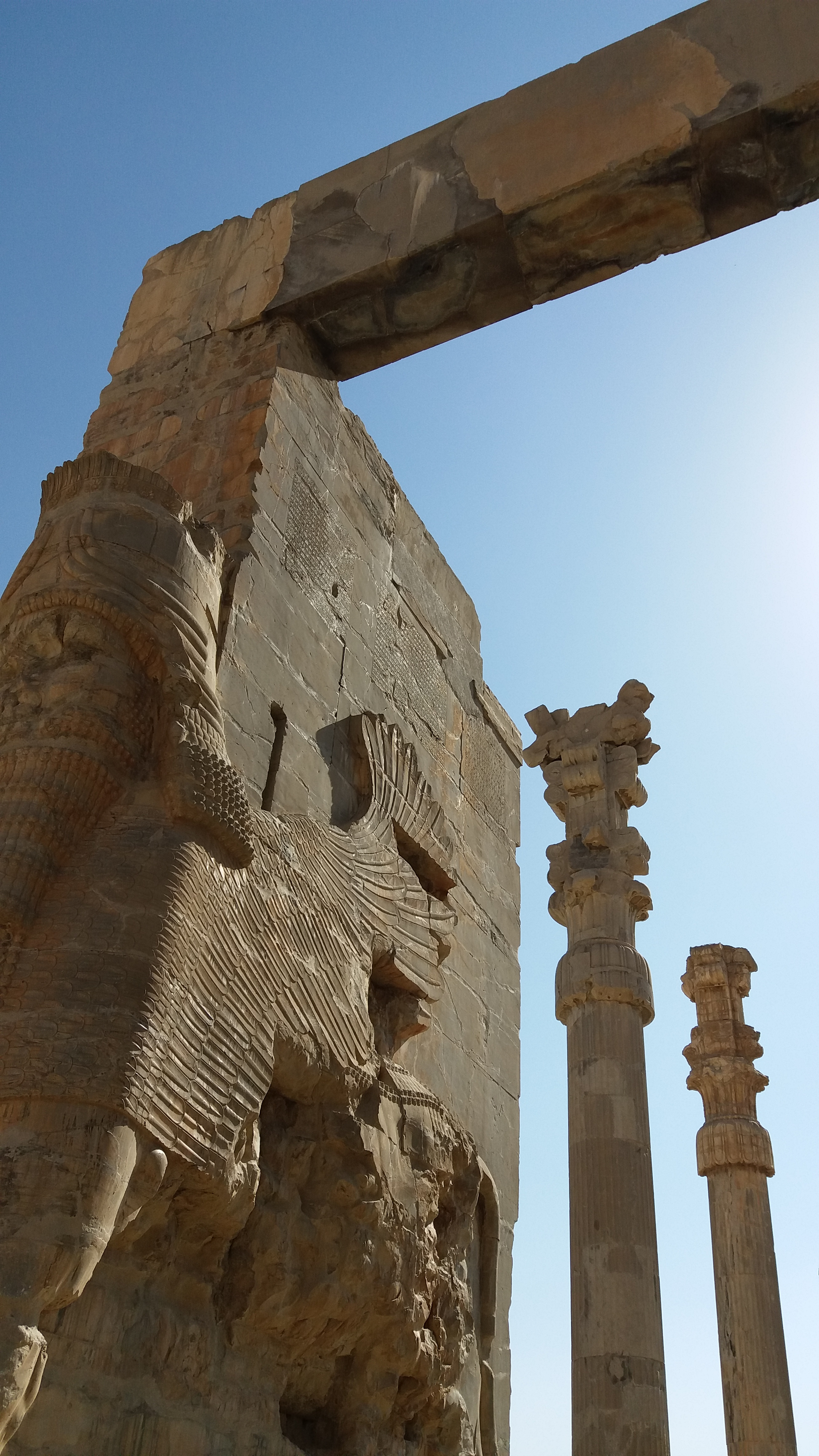
معماری هخامنشی
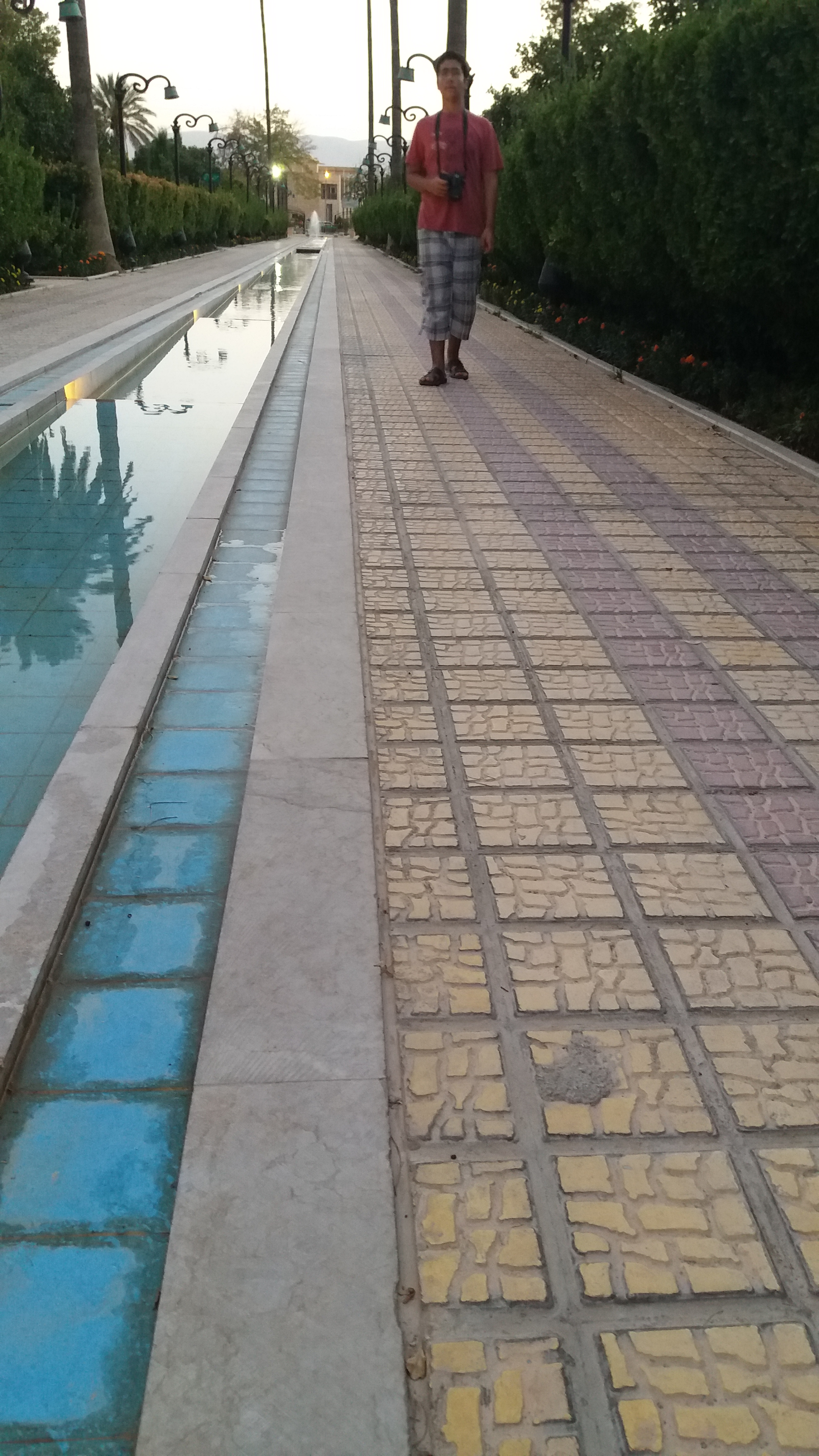
باغ‌های ایرانی ، باغ دلگشا
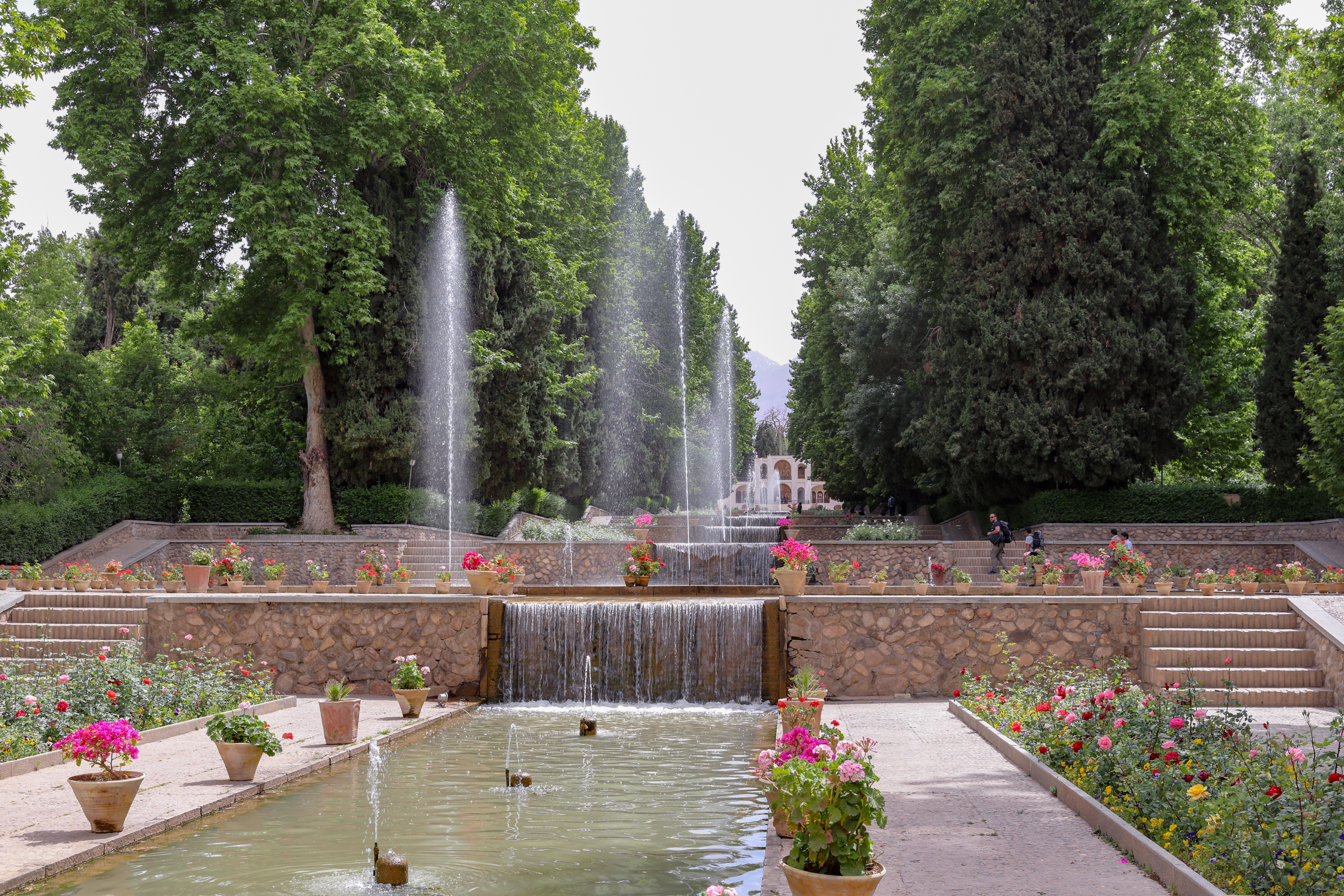
باغ‌های ایرانی ، باغ شازده
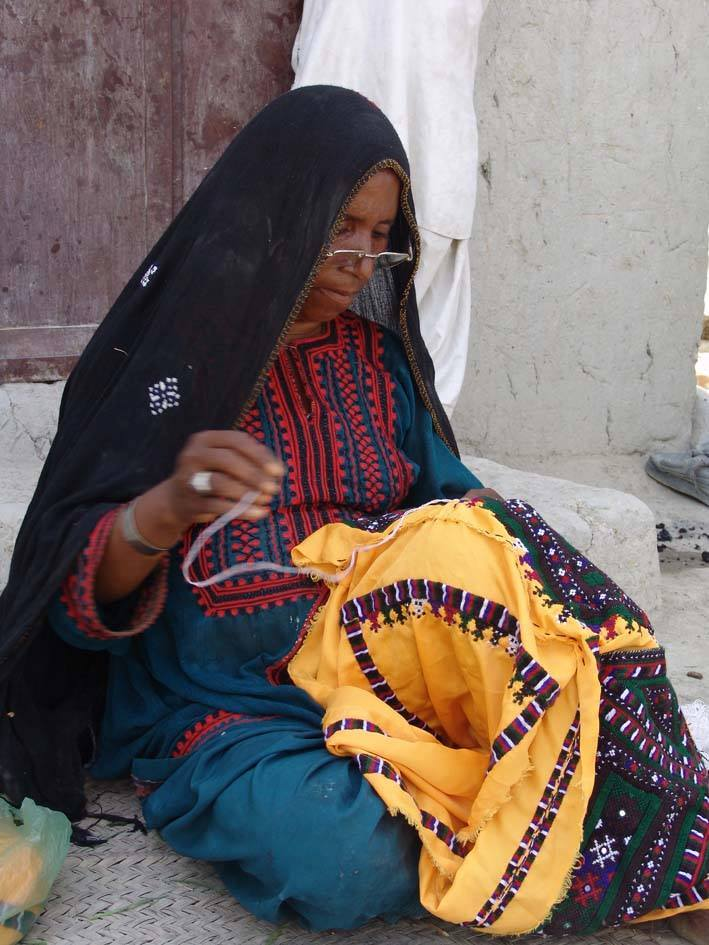
سوزان دوزی
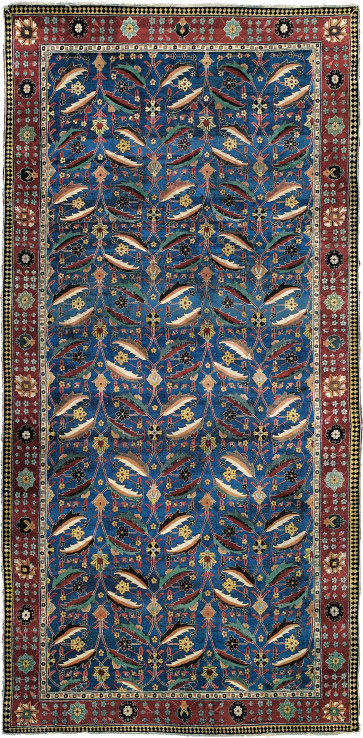
فرش کرمان
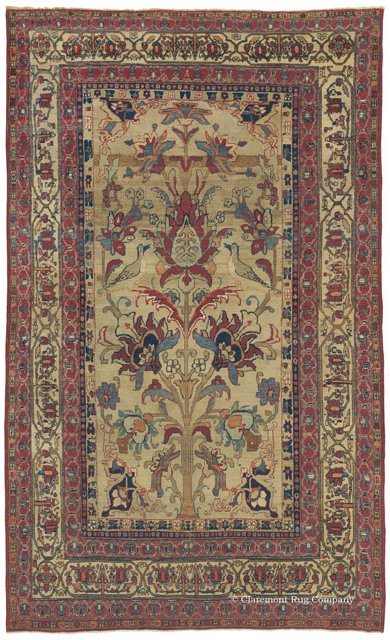
فرش
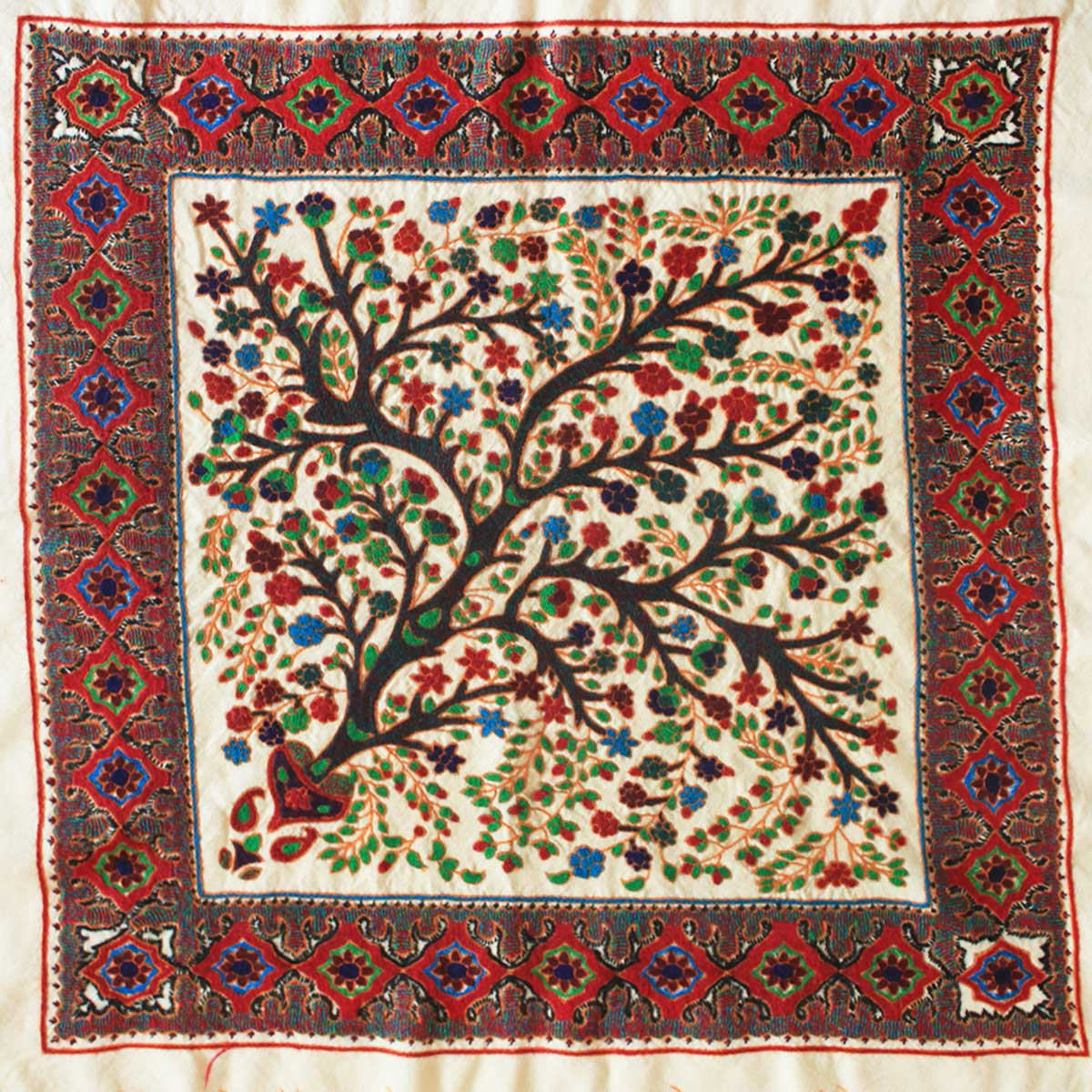
پته ، کرمان
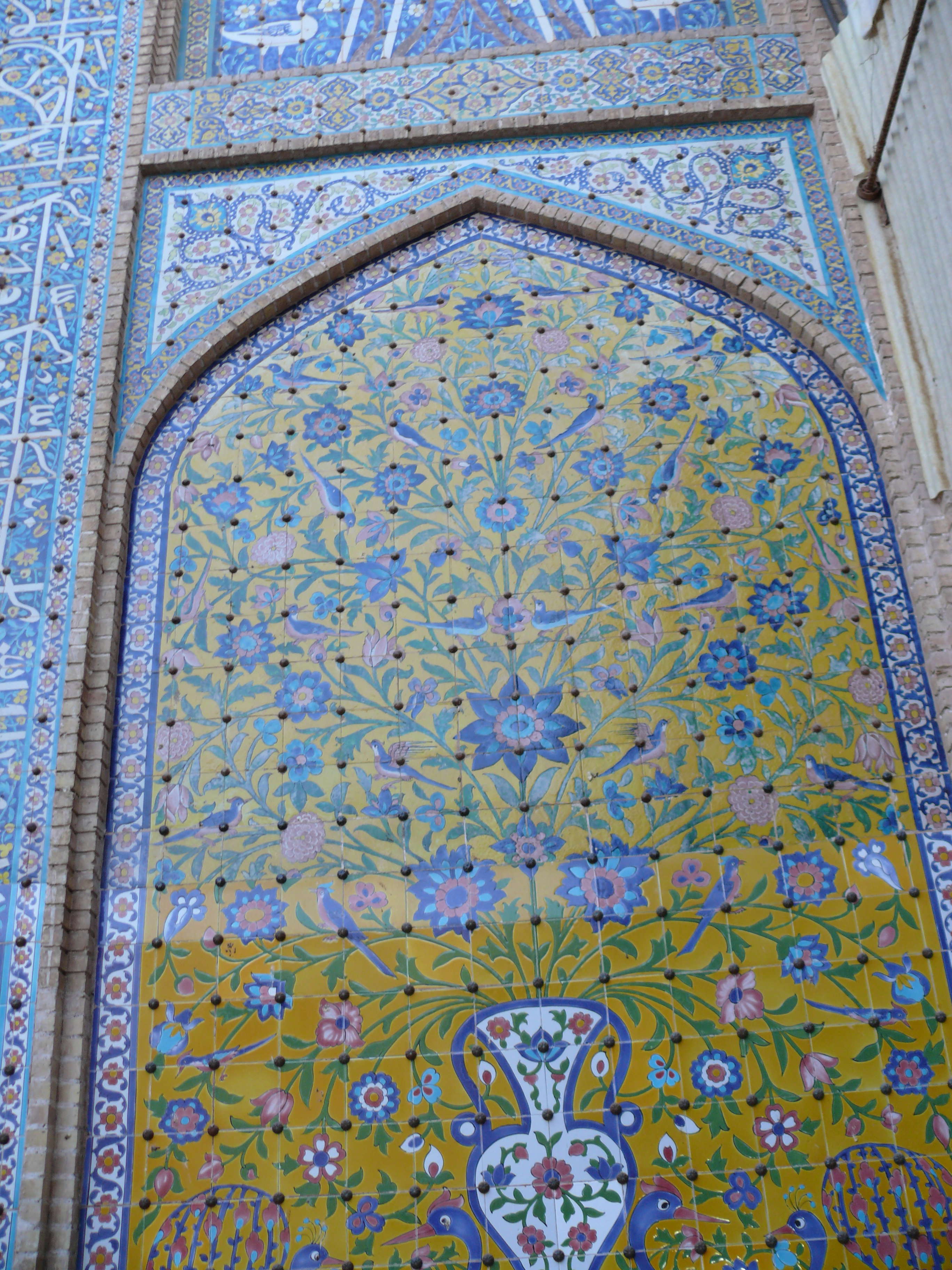
کاشی‌کاری، مجموعه ابراهیم خان ، کرمان
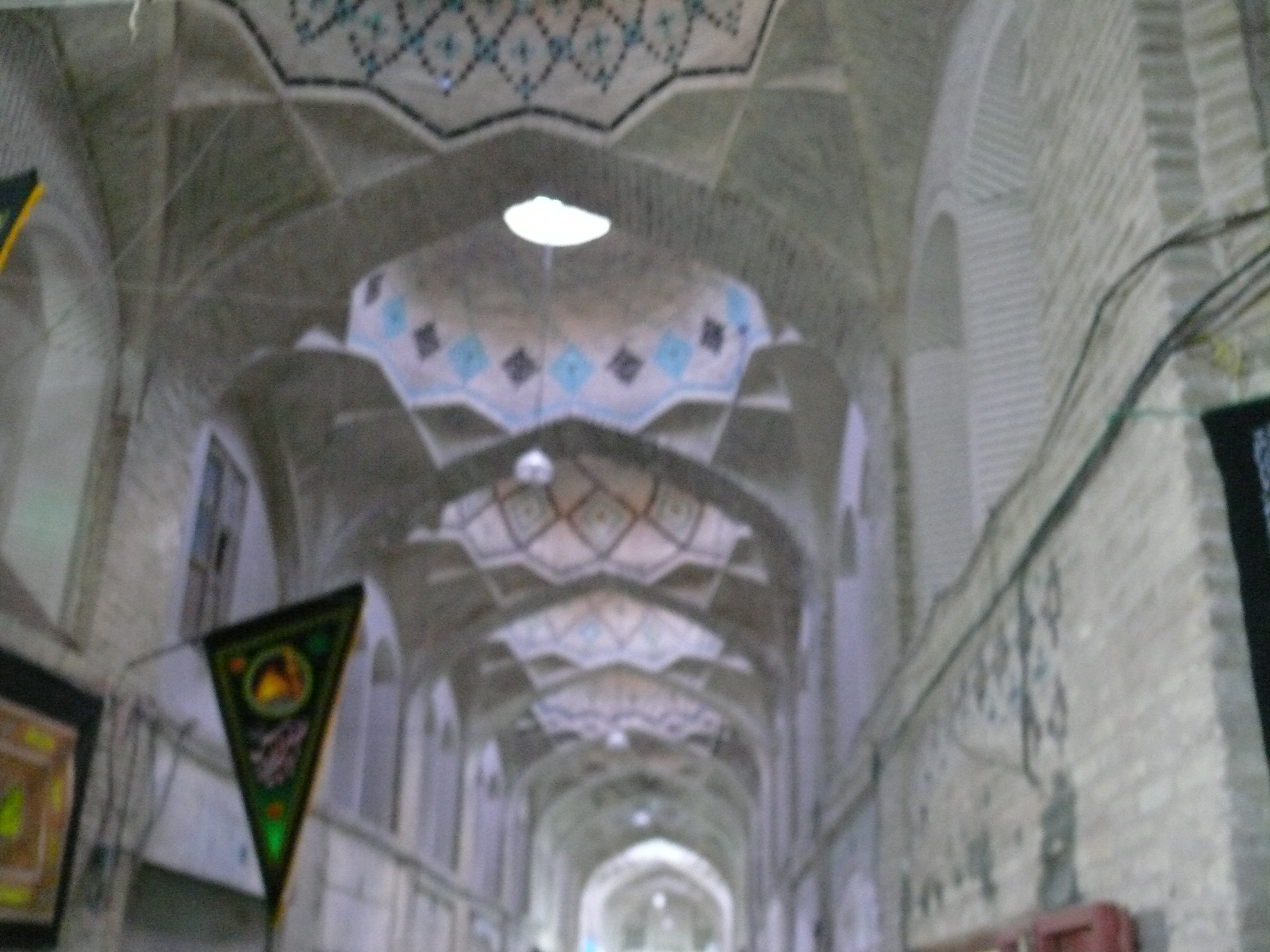
بازار سردار ، کرمان
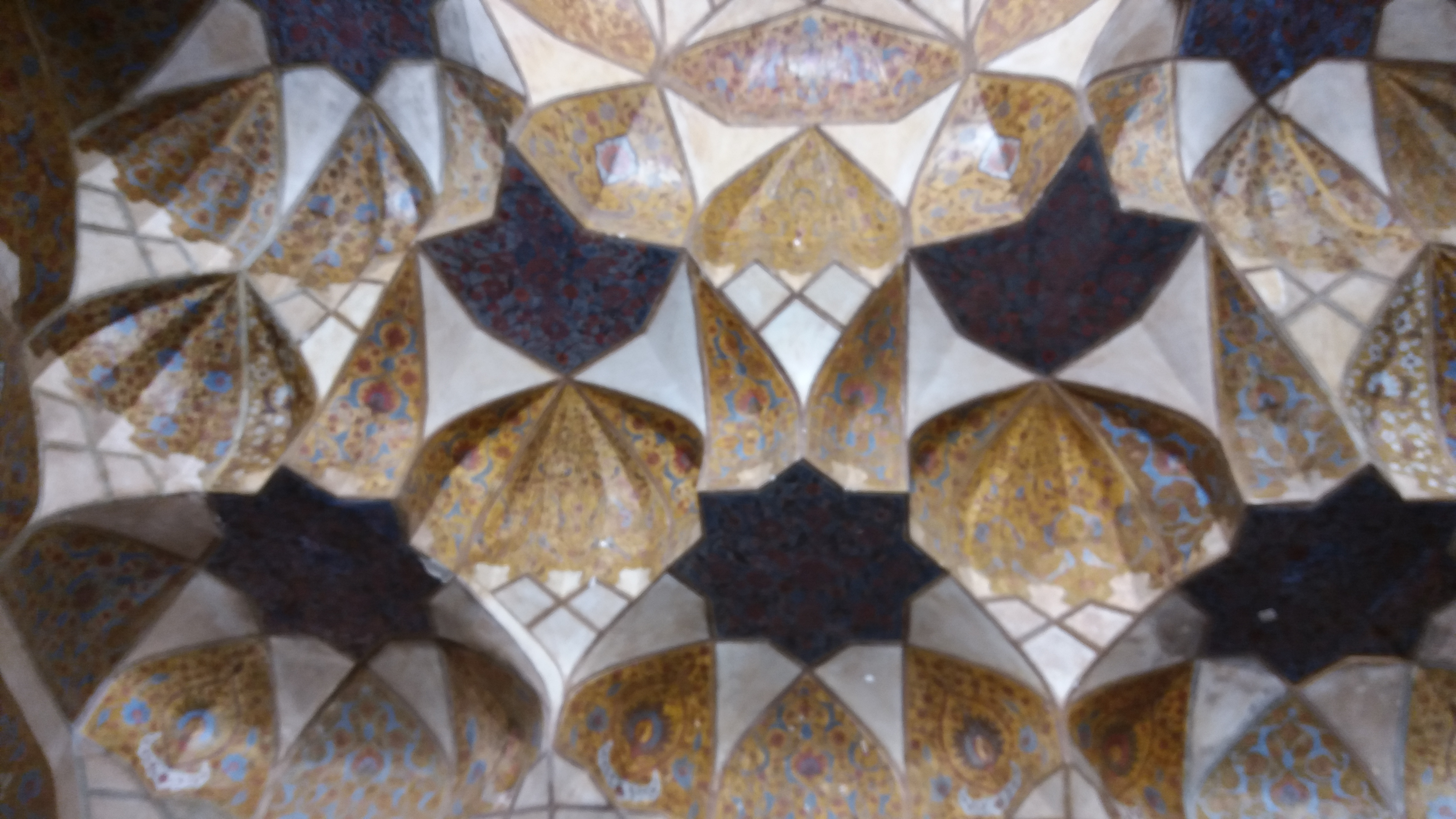
مجموعه گنجعلی خان ، کرمان
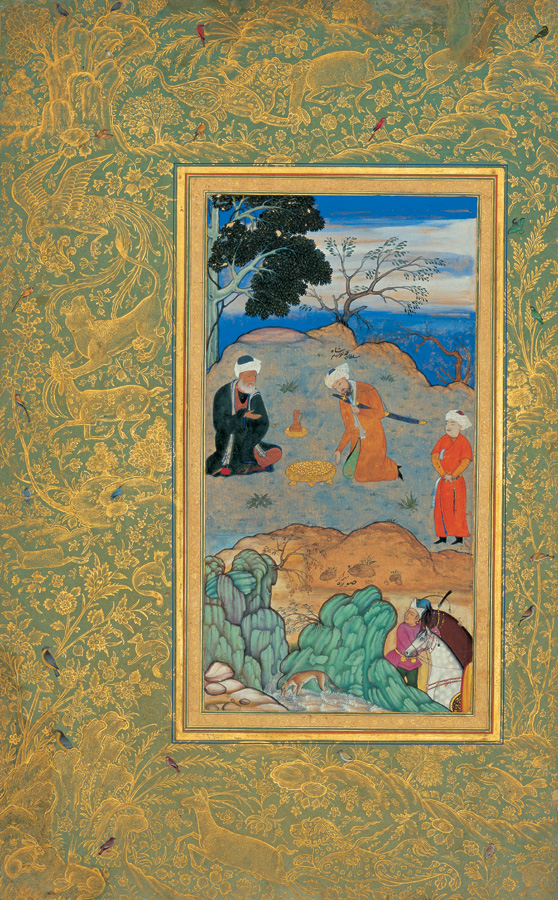
نقاشی ، کمال الدین بهزاد

## بن‌مایه‌ها
1. ↑  "BBCPersian.com". BBC.
2. ↑  "Iranica.com – GRAY, BASIL". Archived from the original on 2005-02-01. Retrieved 2006-01-26.

## پیوندهای بیرونی
- هنرمندان ایرانی و منبع هنر ایرانی، بایگانی‌شده  در ۲۰۱۰-۰۱-۳۱ توسط Wayback Machine
- رسانه‌های هنری زیرزمینی ایران
- فهرست هنر و سرگرمی ایران
- نقاشی مینیاتوری آسیای مرکزی

الگو:Asian topic